# 올가 부조바

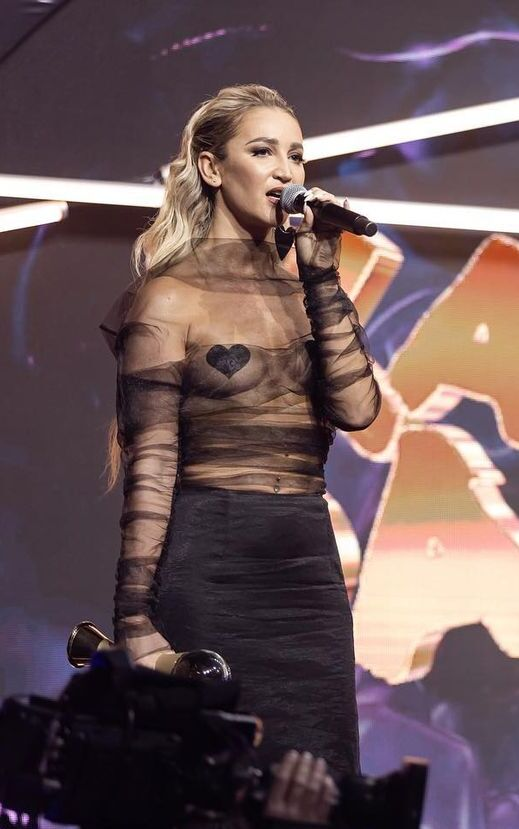

올가 이고렙나 부조바(러시아어: Ольга Игоревна Бузова, 1986년 1월 20일, 소련 레닌그라드 ~)는 러시아의 미디어 인물이자 가수이다.
부조바는 러시아 리얼리티 방송인 돔-2에 출연한 것으로 널리 알려져 있다. 2021년 8월 기준으로 2,300만 명이 넘는 인스타그램 팔로워를 보유하고 있으며, 인스타그램 에서 두 번째로 가장 많이 팔로워를 보유한 러시아 개인으로, 3,000만 명이 넘는 팔로워를 보유한 MMA 선수 하비브 누르마고메도프에 이어 2위를 차지했다.

## 생애
부조바는 1986년, 레닌그라드에서 소련군 참전 용사인 이고르 드미트리예비치 부조프와 치과의사 이리나 알렉산드로브나 부조바 가족 사이에서 태어났다. 부조바에게는 리투아니아 클라이페다에 사는 할머니와 여동생 안나가 있다.
부조바는 2019년에 보야르 원정대의 러시아 버전에 참여하였다.
아이스 쇼 콘테스트 아이스 에이지'의 7번째 시즌에 출연한 경력도 보유하고 있다.
부조바는 2021년 인스타그램과 유튜브에서 약 33억 달러의 순수익을 올리며 러시아인 가운데 10번째로 높은 수입을 올렸다.

## 제재
2017년 7월, 부조바는 러시아에 합병된 크림 반도를 여행했기 때문에 "우크라이나 국경의 고의 침범"과 "러시아가 점령한 크림반도 영토에서 불법적인 여행 활동"으로 미로트보레츠 데이터베이스에 포함되었다.
2022년 10월 19일, 러시아가 우크라이나를 침공하는 와중에 부조바는 "푸틴 정권을 지지한다"는 이유로 우크라이나의 제재 대상에 올랐다. 제재에는 자산 봉쇄, 상업 활동 전면 중단, 경제 및 재정 의무 이행 중단 등이 포함되었다. 부조바는 또한 "러시아가 점령한 우크라이나 영토에서 친러시아 선전 캠페인에 참여했다"는 이유로 부패방지재단 에서 부패한 인물이자 호전적인 인물로 지정되었다.

## 개인 생활
부조바는 2012년 6월 26일에 축구 선수 드미트리 타라소프와 결혼했다. 이 결혼은 2016년 12월 30일, 이혼으로 끝났다.
부조바는 2019년 8월 7일부터 다비드 마누키안과 관계를 맺었다. 2021년 1월 22일, 올가는 다비드 마누키안과 이별을 발표했다.
2022년에 부조바는 공개적으로 러시아의 우크라이나 침공을 지지하였다.
부조바는 모국어인 러시아어 외에도 영어, 독일어, 이탈리아어를 구사한다.